# Museu Nacional de Arte da Bielorrússia
O Museu Nacional de Arte da República da Bielorrússia (em bielorrusso: Нацыянальны мастацкі музей Рэспублікі Беларусь) é um museu localizado em Minsk, na Bielorrússia. É o maior museu do país. Mais de vinte e sete mil obras de arte - criando vinte coleções diversas e compreendendo duas principais representativas: a de arte nacional e outra de monumentos de arte dos países e nações do mundo, que podem ser encontradas na exposição, nas filiais do museu e nos seus depositários.

## História
A história oficial do Museu começa em 24 de janeiro de 1939, quando sob a Resolução do Conselho dos Comissários do Povo da Bielorrússia, a Galeria de Arte do Estado foi criada em Minsk.
No início de 1941, os fundos e os depósitos da Galeria de Arte do Estado já havia numerado quase 2711 obras de arte, das quais quatrocentas estavam em exposição. Deveria ser feito um trabalho a longo prazo sobre a descrição e estudo de cada monumento, bem como sobre a criação do catálogo da coleção do museu. O destino de toda a coleção foi tragicamente desfavorável durante os primeiros dias da Grande Guerra Patriótica. Em pouco tempo, desapareceria sem sequer deixar um traço.
Após a guerra, apenas uma pequena parte das obras de arte foi devolvida, principalmente aquelas que antes da guerra tinham sido exposições na Rússia. Apesar da devastação do pós-guerra, quando Minsk estava em ruínas, o Governo da Bielorrússia alocou consideráveis somas de dinheiro para a compra de obras de arte para a Galeria. Foi em agosto de 1945 que as telas de Boris Kustodiev, Vasily Polenov, Karl Briullov e Isaak Levitan foram obtidas.
A construção do novo edifício da Galeria de Arte do Estado com as dez salas espaçosas, ocupando dois andares e uma grande galeria, foi terminada em 1957. Nesses anos, a coleção do Museu já havia alcançado o nível pré-guerra e incluía cerca de três mil obras da arte russa, soviética e bielorrussa.
O período dos anos 1970 e início dos anos 1980 foi um pico da atividade de exibição do Museu. A coleção da pintura moderna bielorrussa e artes gráficas foram retirados dos fundos do Museu para exposições no exterior.

Desde 1993, o Museu tem sido chamado de Museu de Arte Nacional da República da Bielorrússia.